# Иль
Иль — правитель (энси) древнего шумерского города Умма, правивший в середине XXIV веке до н. э.

## Биография
До вступления на престол Иль был верховным жрецом города Забалам (расположен выше Уммы, у ответвления от Итурунгаля лагашского канала И-Нина-гена).
Иль, как и цари Уммы до него, враждовал с Лагашем. Причиной постоянного конфликта этих шумерских городов был вопрос о контроле над плодородной полосой Гуэдинна. Правивший до Иля энси Ур-Лумма отказался платить возложенную на Умму дань и вторгся в Лагаш. Призвав к себе на помощь чужеземцев (возможно, это были эламиты, жители Хамази или аккадцы), Ур-Лумма уничтожил межевые столбы и разрушил здания и алтари, построенные Эанатумом. Однако, совсем ещё молодой военачальник Лагаша, Энтемена, уничтожил большую часть его войска и восстановил прежние границы.
Около 2350 года до н. э. Иль также отказался платить Лагашу дань и заявил свои претензии относительно территории Гуэдинны. Однако до войны дело не дошло, и Иль заключил мир с Лагашем, который был навязан обоим государствам какой-то третьей стороной (по-видимому, чужеземным союзником Уммы).
Была восстановлена прежняя граница, но граждане Уммы не понесли никакого наказания. Они не только не должны были выплачивать дань, но им даже не пришлось заботиться о снабжении водой пострадавших от войны земледельческих районов.